# لوري سوندرز
لوري سوندرز (بالإنجليزية: Lori Saunders)‏ هي ممثلة أمريكية، ولدت في 4 أكتوبر 1941 في الولايات المتحدة.

## وصلات خارجية
- لوري سوندرز على موقع IMDb (الإنجليزية)
- لوري سوندرز على موقع ألو سيني (الفرنسية)
- لوري سوندرز على موقع أول موفي (الإنجليزية)
- لوري سوندرز على موقع إن إن دي بي (الإنجليزية)
- لوري سوندرز على موقع قاعدة بيانات الفيلم (الإنجليزية)
- لوري سوندرز على موقع كينوبويسك (الروسية)